# Posnania
 (février 2018).
Pour l’article homonyme, voir (1572) Posnania.
Posnania est un centre commercial situé à Poznań en Pologne. Dédié au shopping et aux loisirs, il se trouve non loin du centre historique de la ville et à l'intersection d'axes majeurs. Le centre est géré par la foncière commerciale Apsys

## Historique
Inauguré le 19 octobre 2016, Posnania est un projet d'Apsys group présidé par Maurice Bansay, dont l'architecture a été réalisée par Eiffage polska Budownictwo.

## Caractéristiques
Posnania présente une superficie de 100 000 m2 avec 300 enseignes, 220 boutiques, et 40 grandes et moyennes surfaces en plus des 40 restaurants et cafés. Posnania possède 3 300 places de parking
.

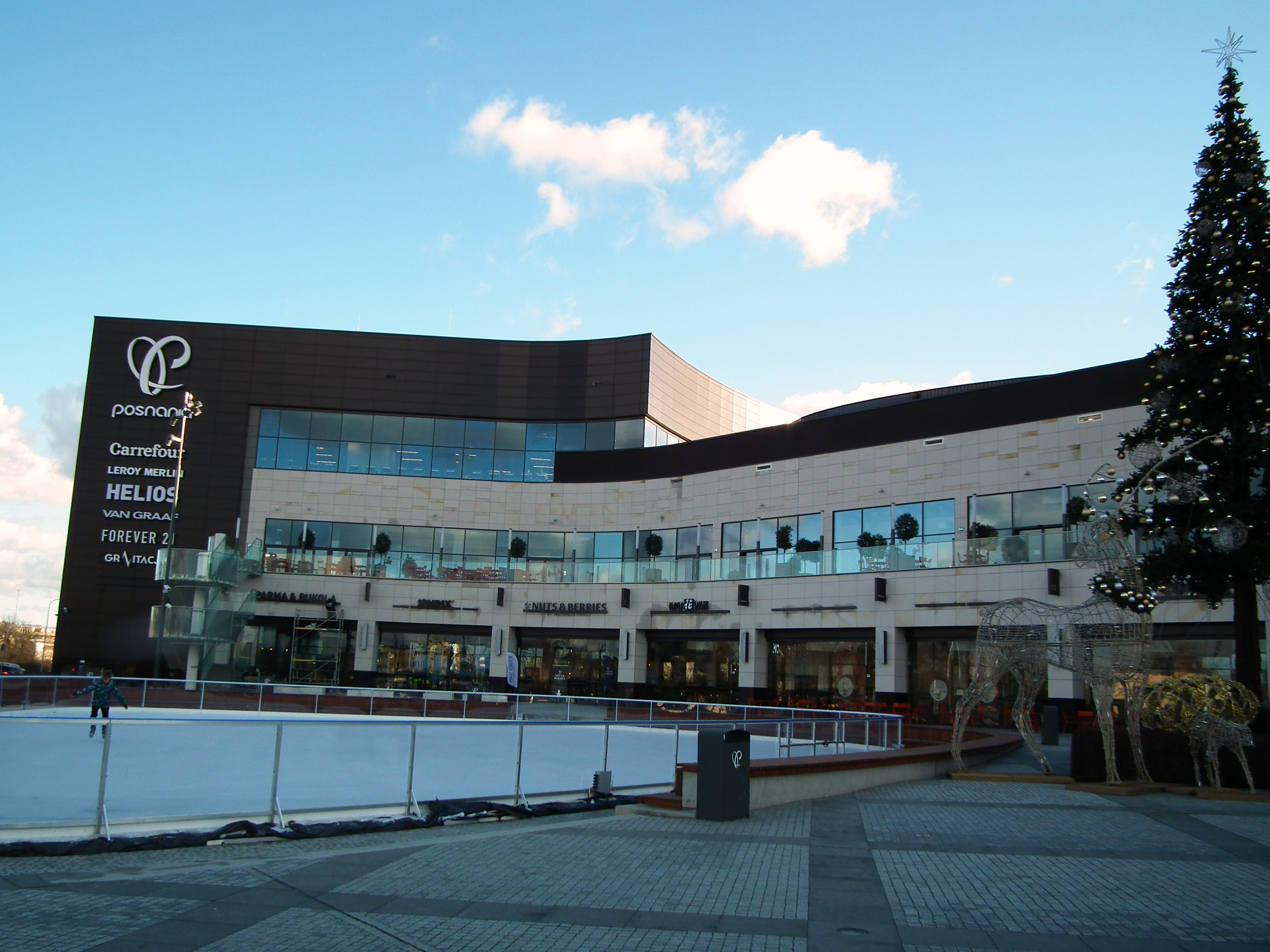
Aspect extérieur
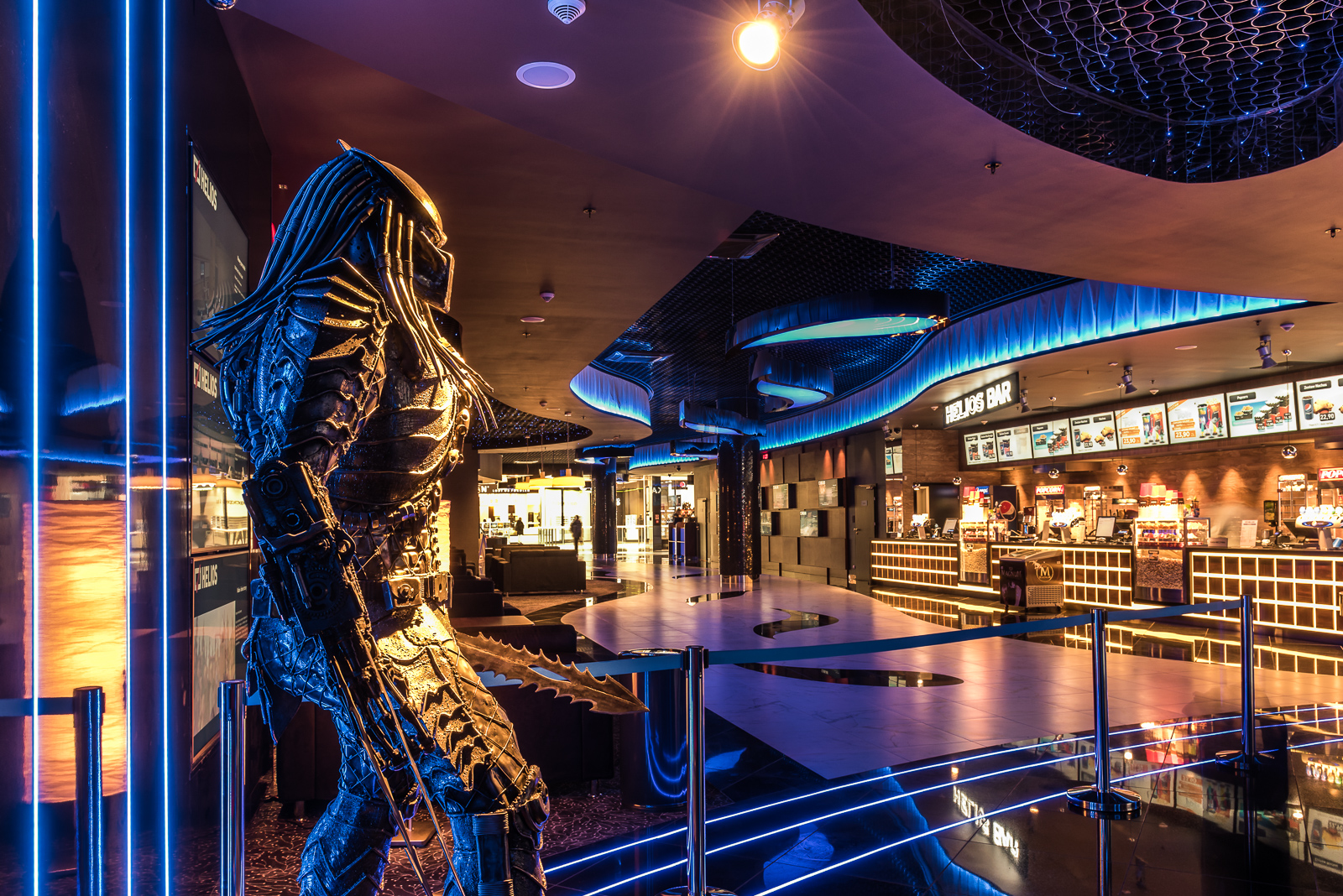
Cinéma Helios Posnania (14 novembre 2016)
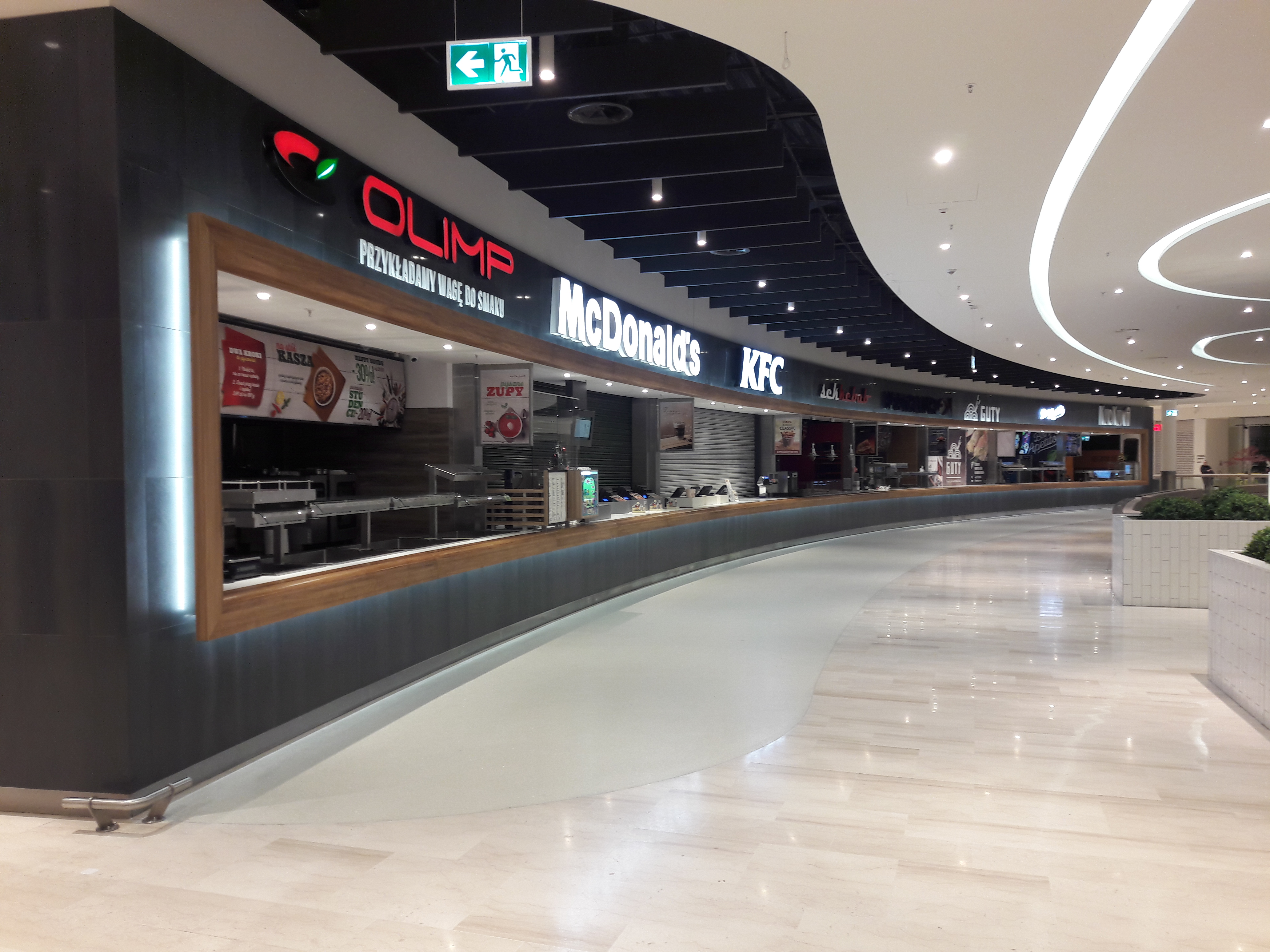
Espace restauration
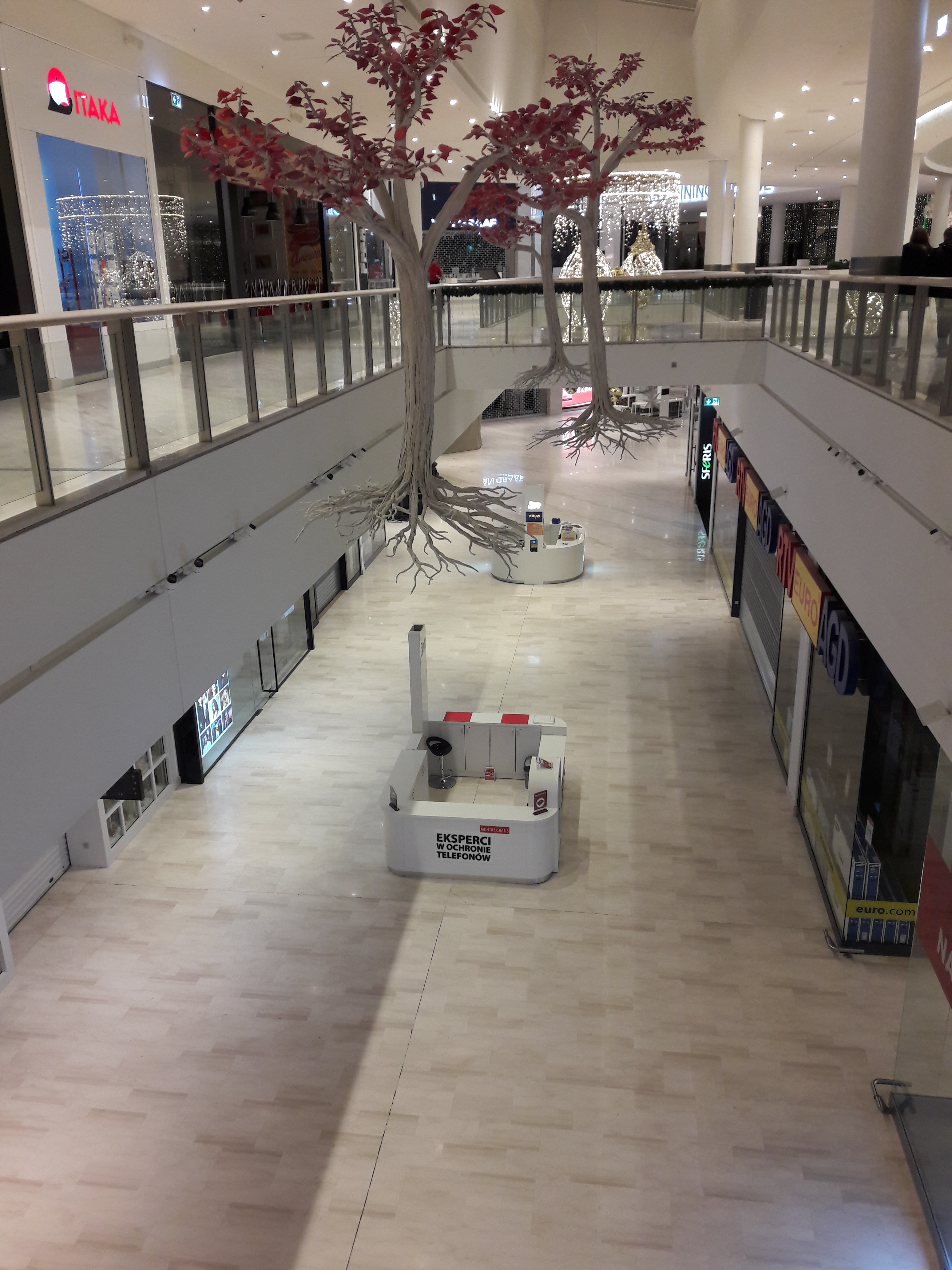
Galerie
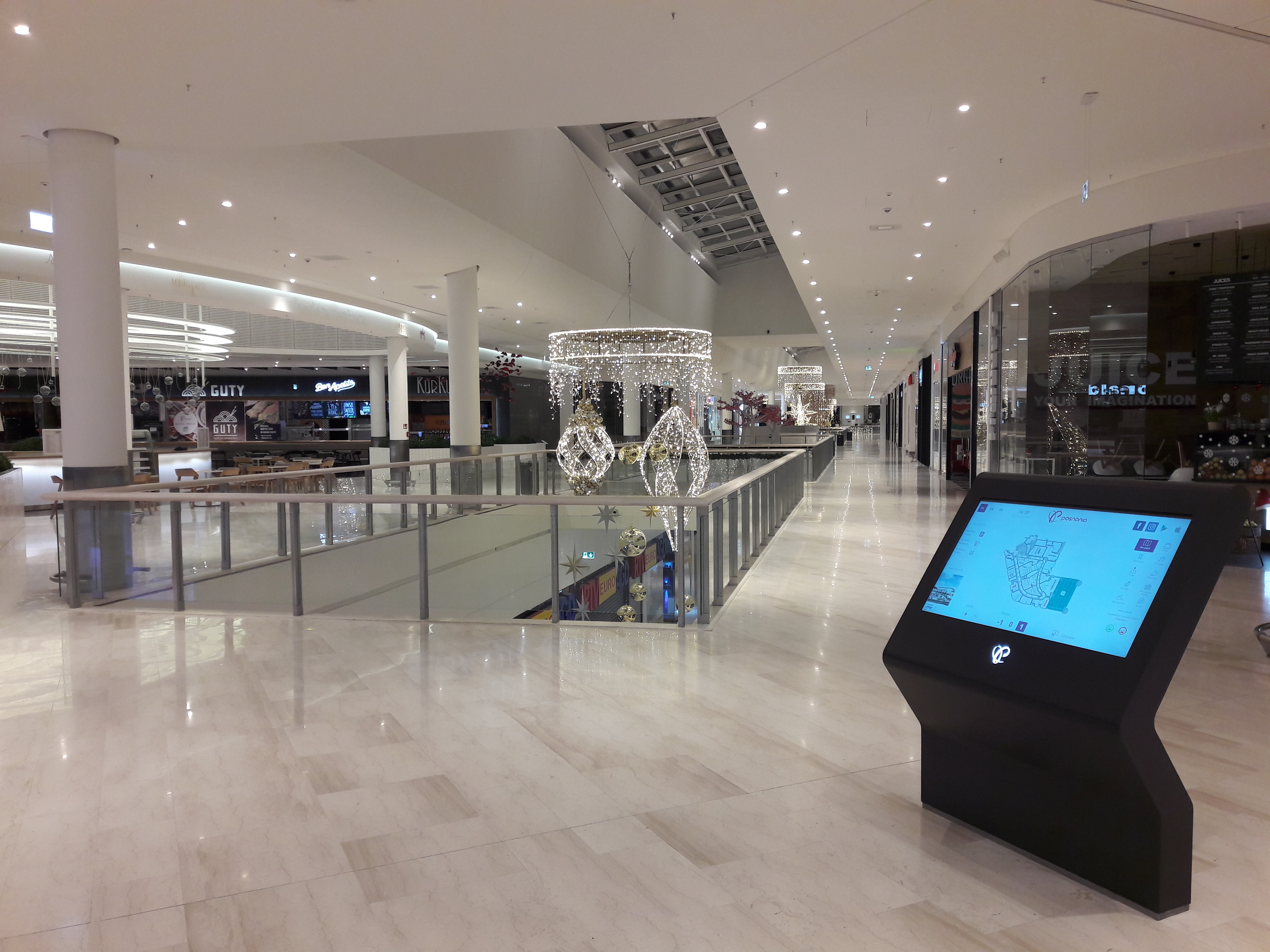
Galerie